# Juraj Bobinac
Juraj Bobinac (Prozor, 1. kolovoza 1901. - Zagreb, lipanj 1945.), domobranski i ustaški časnik, rođak Jure Francetića.

## Životopis
Završio je pješačku dočasničku školu. Jugoslavenskoj vojsci priključio se 1919. godine. Travanjski rat zatekao ga je u Skoplju. 13. travnja 1941. pao je u njemačko zarobljeništvo te je odveden u Solun. 28. svibnja je oslobođen te se vraća u Hrvatsku gdje stupa u redove Hrvatskog domobranstva.
U činu satnika sudjeluje u borbama protiv partizana i četnika u zapadnoj Bosni, a potom u borbama na Kozari kao zapovjednik 1. bojne 4. gorskog zdruga. Od jeseni 1942. ratuje u Slavoniji. Ističe se u borbama za Lipik i Pakrac u listopadu 1943. a iste godine unaprijeđen je u čin bojnika. Od siječnja do rujna 1944. zapovjeda pješačkom dočasničkom školom u Osijeku.
3. rujna 1944. prelazi u Ustašku vojnicu te dobiva čin dopukovnika. Od listopada 1944. zapovjednik je 2. pukovnije Poglavnikovog tjelesnog zdruga. Prilikom sloma NDH povlači se iz Zagreba ali ga zarobljavaju jugoslavenski partizani. Vojni sud komunističke Jugoslavije osudio ga je na smrt.